# Capnia vernalis
Capnia vernalis is een steenvlieg uit de familie Capniidae. De wetenschappelijke naam van de soort is voor het eerst geldig gepubliceerd in 1848 door Newport.